# Жевлаков, Михал
Ми́хал Жевла́ков (пол. Michał Żewłakow; 22 апреля 1976, Варшава, Польша) — польский футболист, выступавший на позиции защитника. На данный момент спортивный директор клуба «Легия». Выступал в национальной сборной Польши. Участник чемпионатов мира 2002 и 2006. Рекордсмен сборной Польши по количеству сыгранных матчей (102).
Его брат-близнец, Марцин, играл на позиции нападающего. Братья вместе выступали за «Полонию», «Беверен» и «Мускрон», а также сборную Польши на чемпионате мира 2002 года.

## Карьера

### Ранняя карьера в Польше
Михал родился в городе Варшава в апреле 1976 года. Первым профессиональным клубом Жевлакова стала «Полония» из его родного города Варшава, где он дебютировал за основную команду в 1993 году. Проведя в аренде один год, играя в клубе из Варшавы — «Хутник», Жевлаков вернулся и стал игроком основного состава «Полонии».

### Карьера в Бельгии
Михал был отдан в аренду в бельгийский «Беверен» в октябре 1998 года, а позже вместе со своим братом-близнецом Марцином перешёл в клуб «Мускрон» за комбинированную плату в размере 485,000 евро. Жевлаков закрепился, стал ключевым игроком, и помог клубу достичь в 2002 году финала кубка Бельгии.

## Достижения
- Чемпион Польши: 2012/13
- Чемпион Греции: 2006/07, 2007/08, 2008/09
- Чемпион Бельгии: 2003/04, 2005/06
- Обладатель Кубка Польши: 2011/12, 2012/13